# ساحة القصبة

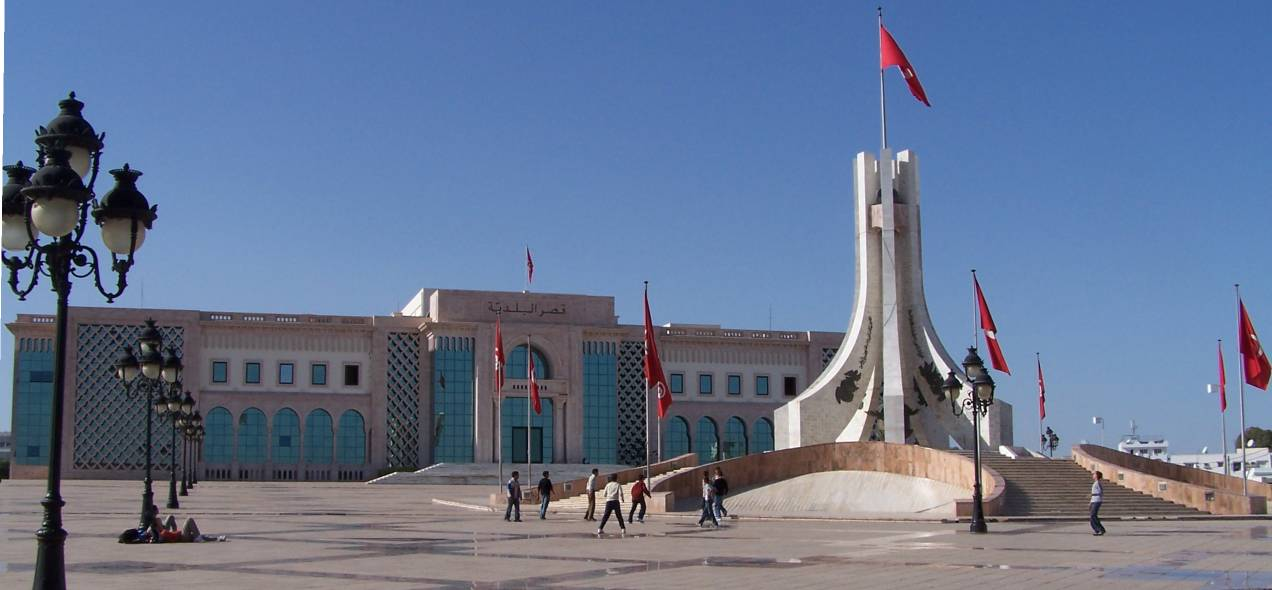
ساحة القصبة

ساحة القصبة هي إحدى ساحات تونس العاصمة. يحيط بالساحة قصر الحكومة بالقصبة وقصر بلدية تونس. واشتهرت ساحة القصبة في الثورة التونسية بالاعتصامات.
ساحة القصبة مجاورة لساحة الحكومة.

## تاريخ
ولدت الساحة عقب هدم أسوار القصبة والعديد من المباني الموجودة هناك في أواخر الخمسينيات.

يوجد في وسط  الساحة الضخمة المرصوفة بالحصى نصب تذكاري يسمى «المعلم الوطني بساحة القصبة» والذي يظهر أيضًا على بطاقات الهوية التونسية (بطاقة التعريف),.تم تصميم النصب من قبل النحات التونسي عبد الفتاح بوستة.

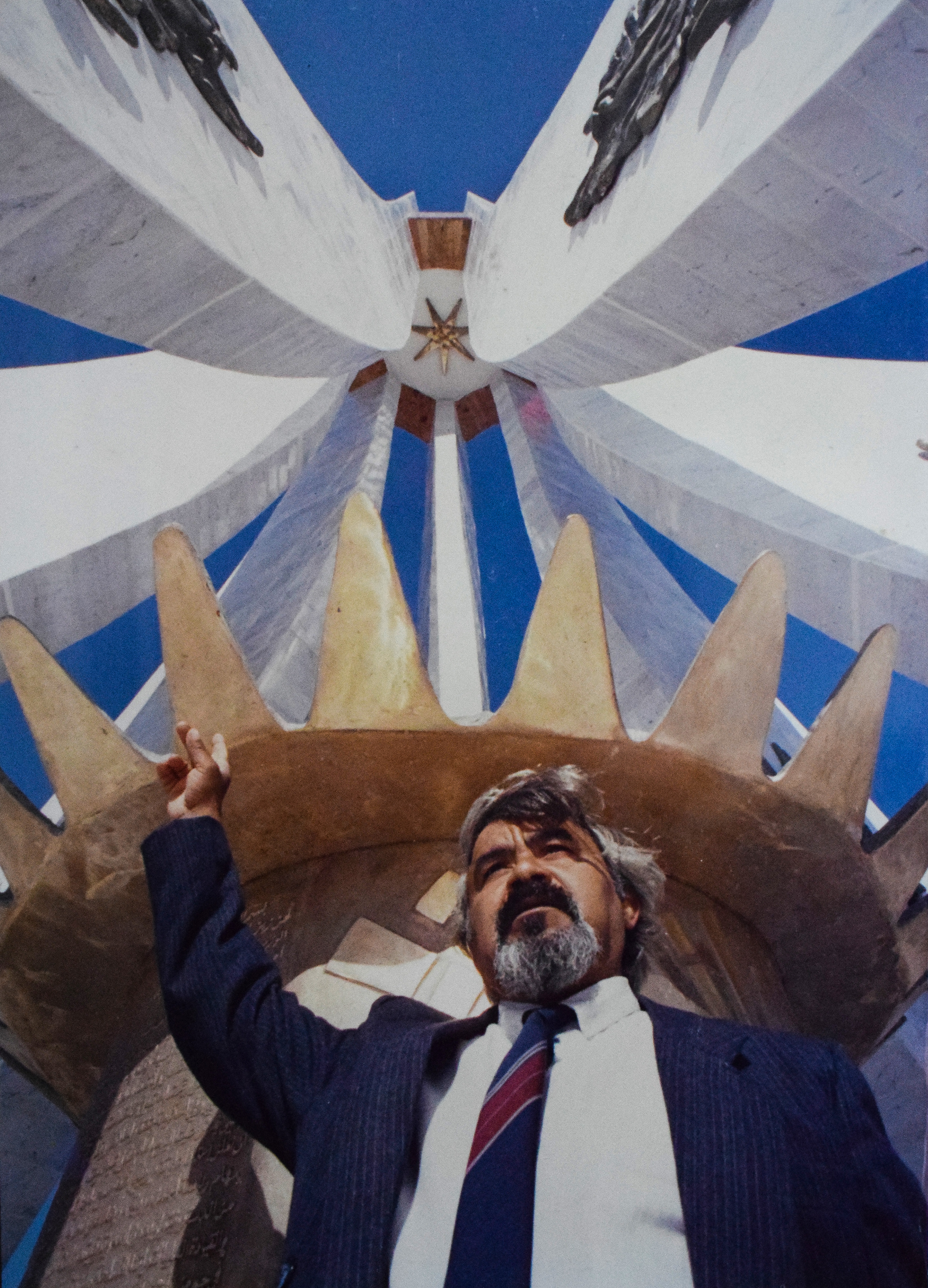
النحات عبد الفتاح بوستة عام 1989،المعلم الوطني بساحة القصبة بتونس العاصمة.

## إعتصاما القصبة 1 و 2
شهدت ساحة القصبة اعتصامين كبيرين أيام بعد الثورة التونسية أتيا بمطلبين رئيسيين وقد تم قبول الطلبين اللذين أتيا كل على حدته وهما:
- 23 يناير 2011 : المطالبة بإسقاط حكومة محمد الغنوشي، وقبل المطلب بإعلان محمد الغنوشي لاستقالته بنفسه في ندوة صحفية مباشرة يوم 27 فبراير 2011.
- 20 فبراير 2011 : المطالبة بانتخاب مجلس تأسيسي، وهو المطلب الذي تم تحقيقه في 23 أكتوبر 2011 بانتخاب المجلس الوطني التأسيسي التونسي.

## مظاهرة 3 أغسطس 2013
نادت حركة النهضة أنصارها للتجمهر في ساحة القصبة يوم 3 أغسطس 2013 فيما أسمته "مليونية الوحدة الوطنية ودعم الشرعية"" ، وذلك للتنديد بمحاولة "الانقلاب" حسب حركة النهضة التي تقوم بها المعارضة بعد تجميد عضويتها في المجلس الوطني التأسيسي التونسي استنكارا لاغتيال المعارض محمد البراهمي، ومساندة للجيش بعد مقتل 8 جنود في أحداث جبل الشعانبي، وقد ادعى البعض أن هذا الاجتماع كان الأضخم في تاريخ تونس.

و ألقى العديد من قيادات حركة النهضة كلمات وأبرزهم رئيسها راشد الغنوشي ونائبة رئيس المجلس التأسيسي محرزية العبيدي وغيرهما من نواب الحركة وأعضاء مجلس شورتها.